# Macroscytus brunneus
Macroscytus brunneus ist eine Wanze aus der Familie der Erdwanzen (Cydnidae).

## Merkmale
Die Wanzen werden 8,0 bis 8,3 Millimeter lang und sind glänzend dunkelbraun bis schwarz gefärbt. Anders als bei den ähnlichen Gattungen Cydnus und Sehirus wird bei ihnen der Tylus (Stirnkeil) an der Spitze nicht von den Wangen umschlossen. Die ersten beiden Glieder der Fühler sind heller als die Grundfarbe des Körpers, wobei das zweite Glied länger als das dritte ist. An den Seiten des Pronotums tragen die Wanzen 8 bis 12 Borsten. Das Schildchen (Scutellum) hat etwa drei Viertel der Länge des Hinterleibs und besitzt einen leichten First. Die Membranen der Hemielytren sind hell und reicht in Ruhestellung etwas über das Hinterleibsende hinaus.

## Verbreitung und Lebensweise
Die Art ist vom Mittelmeerraum über die Äthiopis und Orientalis bis nach China verbreitet. In Europa tritt sie in Portugal, Spanien, Frankreich, der Schweiz, Italien, den Staaten des ehemaligen Jugoslawien, Albanien, Mazedonien, Griechenland und Zypern auf.
Macroscytus brunneus besiedelte trockene Lebensräume. Man findet sie entweder laufend am Boden oder beim Saugen an Wurzeln von krautigen Pflanzen.

## Belege